# 植木的法則
《植木的法則》（日语：うえきの法則）是由日本漫畫家福地翼所創作的日本漫畫作品。自2001年第34號起至2004年第46號止刊登於小學館發行的漫畫雜誌《週刊少年Sunday》上，單行本全16冊。累積發行量350萬冊。
連載完結後，改編電視動畫於2005年至2006年在東京電視台播放，與之同時、漫畫續篇《植木的法則+》開始連載；動畫版由台灣代理後於2006年3月起在中國電視公司，2007年在MOMO親子台播放。

## 故事大綱
火野國中學一年級的植木耕助從班導師小林老師得到一種不可思議的能力「把垃圾變成樹木」，植木的同班同學森愛因留意到植木的超能力而跟蹤植木，豈料途中被一群不良少年騷擾，幸得植木出手替她解圍。然而此時，小林老師出現並指出植木會遭受“用能力傷害普通人的懲罸”。翌日，植木受女生歡迎的“才”消失了。在森愛的詢問下，小林老師告訴她關於植木所捲入的一場鬥爭。
在天界的神即將退位，100名候選神為争奪神寶座而各自挑選一名中學生，并賦予其一種能力應戰，最後勝出者所代表的候選神，即會成為下任的神。而小林老師就是其中一名候選神，植木則是被選中的中學生之一，在戰鬥最後得勝的中學生可以獲得「空白之才」作為獎勵，能選擇任何一種自己想要的才能。
除了植木的“將垃圾變成樹”的能力之外，還有許多擁有能力的對手出現，植木在鬥爭的過程中遇見具有可怕能力的羅貝多，同時也結識了鈴子‧潔拉德、佐野清一郎、宗屋秀吉等夥伴，再加上後來取得能力的森愛，共同經歷了多次的選拔與戰鬥，最後植木終於取得了空白之才。

## 用語
候補神
是位於天界，可能成為下一任神的候補者，總數共一百人。他們透過在人間界選擇一名中學生作為代理人，來進行神的寶座的爭奪戰。每個候補神可以把一項能力賜給那名中學生，讓他們彼此戰鬥，最後獲勝者的候補神就能當上神，而該名中學生可以獲得「空白之才」作為獎賞。候補神必須遵守某些規則，如果違反規則則必須下地獄。
能力
由候補神賜給中學生的能力，每個中學生有一項特殊能力。唯一的例外是明神，他的候補神違規。
能力的形式是可以「將A變成B」。
等級2
當已經將等級1的能力發揮完善、並打從心裡想要變強時，能力的等級就會提升。
限定條件
為了使用能力而需要達成的條件，相反也可以不滿足該條件以作解除能力。
條件的達成困難度與能力的強度成正比例，特別是洗腦系、其限定條件在一般情況下幾乎無法達成。
才
類似於人所擁有的才能，例如「在瞎猜的時候總是會猜中的才能」、「受到動物歡迎的才能」等。當擁有某「才」時，該方面的事情就變得非常擅長；相反地喪失了「才」的話，那方面的事情就變得非常不擅長。例如有「跑步之才」的話能跑得很快，喪失該才的話就變得跑得很慢。但是，是就算沒有的「才」，仍能靠後天的努力使該方面變得擅長。只要打倒能力者，就可以得到一個才，但使用能力（或使用能力化的神器）向非能力者作出攻擊，每次都會喪失 1 個「才」。失去所有「才」的人將會消失。
在故事中盤以後，這個設定幾乎沒有任何功用、也沒有任何描寫，但卻是影響最終戰的勝負關鍵。
空白之才
一塊寫著「〇〇之才」的木牌，能在木牌空白處寫下任何一種才能，為自己增加一個自己想要的「才」。需要在「候選神之戰」勝出才能獲得空白之才。植木在獲得空白之才後寫上了「再會之才」，因而他能與小林老師再會。

### 神器
神器是天界人持有的武器。天界人一共分為十級，根據等級而可以使用該級數的神器。普通的天界人除了七星神器不能同時使用多個神器。
一星神器 鐵（くろがね）
只要自覺到自己是天界人便可以使用，因此所有天界人都能使用。可發射出巨型砲彈攻擊對手。植木的鐵是木製砲彈；羅貝多的鐵有「絕對命中」、「連續發射」等特性。
二星神器 威風堂堂（フード）
取得的關鍵是忍耐。手腕外型的防禦盾牌，若對象是神器、只能擋住鐵。
三星神器 快刀亂麻（ランマ）
取得關鍵是不惑的心。能從手中放出銳利大刀，植木的大刀與地面相連。刀片型狀可自由控制。
四星神器 唯我獨尊（マッシュ）
取得的關鍵是強健的身體。出現一個會咬人的立方體大嘴。可以在空中使用。
五星神器 百鬼夜行（ピック）
取得關鍵是集中力。外型是根長柱子，從使用者的手臂發射而出。可以打擊或做推進器使用。
六星神器 電光石火（ライカ）
取得的關鍵是洞察能力。溜冰鞋外型，可以讓使用者以十倍速移動，但是使用中無法跳躍。
七星神器 旅人（ガリバー）
取得的關鍵是持久。半秒鐘內、地面上會出現一個箱子補捉對手，任何在箱子內側的攻擊都徒勞無功。
八星神器 波花（なみはな）
取得的關鍵是把握。巨大鞭子外型，可靈活地彎曲至各方向，可攻擊或擾敵。
九星神器 花鳥風月（セイクー）
取得的關鍵是平衡。是一對可讓使用者飛行的翅膀，比電光石火容易控制。如果只剩下一半也能照常飛行。
十星神器 魔王（まおう）
獲得的關鍵不明。魔王是無形的武器，必須透過意志力來召喚，形象根據使用者心中對「強」的概念而決定。魔王一生中只能使用六次。植木的魔王是小林老師，是透過希望拯救同伴的意志展現；而阿諾的魔王是黑公羊外形，透過他對人類的仇恨展現。
亞神器 天地創造（テンソウ）
神專用的神器，是能創造天地的能力。被阿諾用來創造第四次選拔的戰場。

## 出版書籍
| 卷數 | 小學館         | 小學館             | 青文出版社     | 青文出版社         |
| 卷數 | 發售日期       | ISBN               | 發售日期       | ISBN               |
| ---- | -------------- | ------------------ | -------------- | ------------------ |
| 1    | 2001年12月18日 | ISBN 4-09-126341-0 | 2003年1月20日  | ISBN 957-509-423-9 |
| 2    | 2002年2月18日  | ISBN 4-09-126342-9 | 2003年3月20日  | ISBN 957-509-525-1 |
| 3    | 2002年5月18日  | ISBN 4-09-126343-7 | 2003年3月20日  | ISBN 957-509-597-9 |
| 4    | 2002年7月18日  | ISBN 4-09-126344-5 | 2003年10月1日  | ISBN 957-509-618-2 |
| 5    | 2002年10月18日 | ISBN 4-09-126345-3 | 2003年11月15日 | ISBN 957-509-629-0 |
| 6    | 2002年12月18日 | ISBN 4-09-126346-1 | 2004年1月20日  | ISBN 957-509-684-3 |
| 7    | 2003年2月18日  | ISBN 4-09-126347-X | 2004年2月1日   | ISBN 957-509-704-2 |
| 8    | 2003年5月17日  | ISBN 4-09-126348-8 | 2004年3月1日   | ISBN 957-509-730-1 |
| 9    | 2003年8月8日   | ISBN 4-09-126349-6 | 2004年4月1日   | ISBN 957-509-762-2 |
| 10   | 2003年10月18日 | ISBN 4-09-126350-X | 2004年5月1日   | ISBN 957-509-802-5 |
| 11   | 2003年12月18日 | ISBN 4-09-127031-X | 2004年6月1日   | ISBN 957-509-849-0 |
| 12   | 2004年3月18日  | ISBN 4-09-127032-8 | 2004年10月1日  | ISBN 957-509-877-3 |
| 13   | 2004年5月18日  | ISBN 4-09-127033-6 | 2004年11月20日 | ISBN 957-509-972-9 |
| 14   | 2004年8月6日   | ISBN 4-09-127034-4 | 2004年11月30日 | ISBN 986-156-030-0 |
| 15   | 2004年11月18日 | ISBN 4-09-127035-2 | 2005年1月20日  | ISBN 986-156-107-2 |
| 16   | 2005年1月14日  | ISBN 4-09-127036-0 | 2005年4月20日  | ISBN 986-156-142-0 |

## 電視動畫
自2005年4月起至2006年3月於東京電視網播放，全51集。
動畫大幅修改、刪除或更改了原作中較為不合理的部份對白和情節，也對作畫方面做了很大的修正。

### 製作團隊
- 原作 - 福地翼（小學館）
- 監督 - 渡邊浩
- 系列構成 - 川瀨敏文
- 人物設計 - 田頭忍
- 總作畫監督 - 堀越久美子
- 道具設計 - 小坂知
- 美術監督 - 岩瀬栄司
- 色彩設計 - 松本真司
- 攝影監督 - 森下成一、阿倍照男
- 編輯 - 松村正宏
- 配音監督 - 井上和彦
- 錄音監督 - はたしょうじ
- 音樂監督 - 原田扶美子
- 音樂 - 多田彰文
- 製作人 - 笹村武史→松山進、坂田雄馬、高畑裕一郎→高橋なな美
- 動畫製作人 - 浦崎宣光
- 製作 - 東京電視台、電通、STUDIO DEEN

### 主題曲
片頭曲
「Falco-ファルコ-」（1 - 32話）
作詞 - BOUNCEBACK / 作曲 - 渡辺和紀 / 編曲 - 前嶋康明 / 演唱 - 島谷瞳
「No Regret」（33 - 51話）
作詞 - Tohru Watanabe / 作曲・編曲 - h-wonder / 歌 - 倖田來未
片尾曲
「こころの惑星 〜Little planets〜」（1 - 15話）
作詞 - Kenn Kato / 作曲 - 鈴木啓 / 編曲 - 野村慶一郎、鈴木啓 / 演唱 - 嘉陽愛子
「Earthship 〜宇宙船地球号〜」（16 - 32話）
作詞 - rom△ntic high（Kenn Katoの別名義） / 作曲・編曲 - Greenwich Fields / 演唱 - SweetS
「この街では誰もがみな自分以外の何かになりたがる」（33 - 42話）
作詞 - 立田野純 / 作曲 - The Ivory Brothers / 編曲 - 田中直 / 演唱 - アイボリーブラザーズ
「ボクたちにあるもの」（43 - 50話）
作詞 - 松井五郎 / 作曲 - 三留一純 / 編曲 - 梅堀淳 / 演唱 - 朴璐美
「True Blue」（51話）
作詞 - 鈴木美穂 / 作曲・編曲 - 柳澤英樹 / 演唱 - 島谷瞳

### 各話列表
| 話數       | 日文標題 | 中文標題                   | 腳本       | 分鏡       | 演出           | 作画監督                           | 播放日期      |
| ---------- | -------- | -------------------------- | ---------- | ---------- | -------------- | ---------------------------------- | ------------- |
| 第一話     |          | 植木耕助・正義的法則       | 川瀬敏文   | 大上相馬   | 今千秋         | 友岡新平                           | 2005年 4月4日 |
| 第二話     |          | 戰鬥開始的法則             | 川瀬敏文   | 葛谷直行   | 秦義人         | 小松信 原田峰文                    | 4月11日       |
| 第三話     |          | 「才」的法則               | 西園悟     | 香月邦夫   | 上田繁         | 辻美也子                           | 4月18日       |
| 第四話     |          | 體術之男！李崩的法則       | 荒木憲一   | 開祐二     | 開祐二         | 宗崎暢芳                           | 4月25日       |
| 第五話     |          | 最強的能力者，羅貝多的法則 | 久保田雅史 | 今千秋     | 今千秋         | 南伸一郎                           | 5月2日        |
| 第六話     |          | 離別的法則                 | 鈴木雅詞   | 葛谷直行   | 三井所豪       | 小松信                             | 5月9日        |
| 第七話     |          | 小林老師的法則             | 川瀬敏文   | 中山ひばり | 藤原良二       | 牛来隆行                           | 5月16日       |
| 第八話     |          | 光明磊落！鬼紋的法則       | 川瀬敏文   | 湖山禎崇   | 木宮茂         | 原田峰文                           | 5月23日       |
| 第九話     |          | 鬼紋之特訓的法則           | 紅優       | 大上相馬   | 吉田俊司       | 辻美也子                           | 5月30日       |
| 第十話     |          | 沒有回報之正義的法則       | 荒木憲一   | 福富博     | 開祐二         | 宗崎暢芳                           | 6月6日        |
| 第十一話   |          | 羅貝多十人團的法則         | 西園悟     | 今千秋     | 今千秋         | 飯飼一幸                           | 6月13日       |
| 第十二話   |          | 天界人的法則               | 久保田雅史 | 開祐二     | 三井所豪       | 小松信                             | 6月20日       |
| 第十三話   |          | 天界獸的法則               | 鈴木雅詞   | 香月邦夫   | 藤原良二       | 牛来隆行                           | 6月27日       |
| 第十四話   |          | 覺醒臟器的法則             | 紅優       | 葛谷直行   | 麦野アイス     | 原田峰文                           | 7月4日        |
| 第十五話   |          | 鈴子的法則                 | 西園悟     | 中山ひばり | 上田繁         | 高乗陽子                           | 7月11日       |
| 第十六話   |          | 新天界人的法則             | 荒木憲一   | 福富博     | 開祐二         | 宗崎暢芳                           | 7月18日       |
| 第十七話   |          | 二種能力的法則             | 久保田雅史 | 山本恵     | 雄谷将仁       | 辻美也子                           | 7月25日       |
| 第十八話   |          | 戰慄！德古拉高樓的法則     | 川瀬敏文   | 葛谷直行   | 橋本敏一       | 小松信                             | 8月1日        |
| 第十九話   |          | 哥薩克之舞的法則           | 鈴木雅詞   | 新留俊哉   | 高山功         | 飯飼一幸                           | 8月8日        |
| 第二十話   |          | 貓與老鼠的法則             | 紅優       | 福富博     | 新田義方       | 原田峰文                           | 8月15日       |
| 第二十一話 |          | 佐野清一郎的法則           | 西園悟     | 大上相馬   | 広嶋秀樹       | 牛来隆行                           | 8月22日       |
| 第二十二話 |          | 犬丸的法則                 | 荒木憲一   | 開祐二     | 開祐二         | 宗崎暢芳                           | 8月29日       |
| 第二十三話 |          | 植木VS十人團的法則         | 久保田雅史 | 名村英敏   | 名村英敏       | 辻美也子                           | 9月5日        |
| 第二十四話 |          | 少年羅貝多的法則           | 鈴木雅詞   | 湖山禎崇   | 麦野アイス     | 小松信                             | 9月12日       |
| 第二十五話 |          | 復活！小林老師的法則       | 川瀬敏文   | 中山ひばり | 上田繁         | 飯飼一幸                           | 9月19日       |
| 第二十六話 |          | 恐怖！亞諾的法則           | 川瀬敏文   | 葛谷直行   | 浅見松雄       | 原田峰文                           | 9月26日       |
| 第二十七話 |          | 秀吉的法則                 | 紅優       | 本多康之   | 高山功         | 牛来隆行                           | 10月3日       |
| 第二十八話 |          | 太陽之家的法則             | 西園悟     | 福富博     | 開祐二         | 宗崎暢芳                           | 10月10日      |
| 第二十九話 |          | 你不可以死，小天的法則     | 久保田雅史 | 香月邦夫   | 松本剛         | 青木真理子                         | 10月17日      |
| 第三十話   |          | 第三次選拔的法則           | 鈴木雅詞   | 葛谷直行   | 麦野アイス     | 小松信                             | 10月24日      |
| 第三十一話 |          | 最強二人組的法則           | 荒木憲一   | 新留俊哉   | 孫承希         | 辻美也子                           | 10月31日      |
| 第三十二話 |          | 真正的強者的法則           | 川瀬敏文   | 飯島正勝   | 浅見松雄       | 原田峰文                           | 11月7日       |
| 第三十三話 |          | 激烈衝突！植木VS李崩的法則 | 紅優       | 今千秋     | 今千秋         | 飯飼一幸                           | 11月14日      |
| 第三十四話 |          | 瑪麗蓮隊的法則             | 西園悟     | 開祐二     | 開祐二         | 宗崎暢芳                           | 11月21日      |
| 第三十五話 |          | 你算計我的法則             | 久保田雅史 | 大上相馬   | 高山功         | 牛来隆行                           | 11月28日      |
| 第三十六話 |          | 同伴的證明的法則           | 鈴木雅詞   | 湖山禎崇   | 神原俊昭       | 小松信                             | 12月5日       |
| 第三十七話 |          | 神器的弱點的法則           | 荒木憲一   | 西森章     | 飯村正之       | 本橋秀之 古田誠                    | 12月12日      |
| 第三十八話 |          | 佐野・覺醒！！的法則       | 川瀬敏文   | 葛谷直行   | 関田修         | 原田峰文                           | 12月19日      |
| 第三十九話 |          | 封閉的心的法則             | 紅優       | 田頭しのぶ | わたなべひろし | 辻美也子                           | 12月26日      |
| 第四十話   |          | 精彩的「愛」的法則         | 西園悟     | 飯島正勝   | 開祐二         | 宗崎暢芳                           | 2006年 1月9日 |
| 第四十一話 |          | 真的與假的的法則           | 久保田雅史 | 新留俊哉   | 孫承希         | 飯飼一幸                           | 1月16日       |
| 第四十二話 |          | 巴隆隊的法則               | 鈴木雅嗣   | 松本佳久   | 関田修         | 新井淳                             | 1月23日       |
| 第四十三話 |          | 裝可愛姿勢的法則           | 荒木憲一   | 高山功     | 高山功         | なかじまちゅうじ                   | 1月30日       |
| 第四十四話 |          | 植木・等級2！的法則        | 川瀬敏文   | 葛谷直行   | 石川久一       | 原田峰文                           | 2月6日        |
| 第四十五話 |          | 來自過去的攻擊的法則       | 西園悟     | 名村英敏   | 名村英敏       | 辻美也子                           | 2月13日       |
| 第四十六話 |          | 神與少女與未來的法則       | 久保田雅史 | 開祐二     | 開祐二         | 宗崎暢芳                           | 2月20日       |
| 第四十七話 |          | 變成神的亞諾的法則         | 紅優       | 中山ひばり | 松本剛         | 飯飼一幸 なかじまちゅうじ 辻美也子 | 2月27日       |
| 第四十八話 |          | 第四次篩選的法則           | 鈴木雅詞   | 飯島正勝   | 関田修         | 新井淳                             | 3月6日        |
| 第四十九話 |          | 十星的法則                 | 荒木憲一   | 中山ひばり | 孫承希         | 堀越久美子                         | 3月13日       |
| 第五十話   |          | 植木VS亞諾的法則           | 川瀬敏文   | 松本佳久   | わたなべひろし | 原田峰文                           | 3月20日       |
| 第五十一話 |          | 空白之才的法則             | 川瀬敏文   | 田頭しのぶ | 高山功         | 田頭しのぶ                         | 3月27日       |

### 播放電視台
| 播放地區 | 播放電視台 | 播放日期                    | 播放時間             | 備註                                              |
| -------- | ---------- | --------------------------- | -------------------- | ------------------------------------------------- |
| 日本     | 東京電視台 | 2005年4月4日－2006年3月27日 | 星期一 18:30-19:00   |                                                   |
| 日本     | BS JAPAN   | 2005年4月4日－2006年3月27日 | 星期二 18:30-19:00   |                                                   |
| 臺灣     | MOMO親子台 | 2006年1月2日－待查          | 待查                 | 晚間時段為日文原聲版 本頻道開台後最初首播動畫之一 |
| 臺灣     | 中視       | 2006年2月4日－7月28日       | 每週六日 18:30-19:00 |                                                   |

## Sunday CM劇場
在動畫化之前播放。日昇動畫制作。配音員部份如下：
- 植木耕助：野澤雅子
- 森愛：冰上恭子
- 鈴子・傑拉德：能登麻美子
- 馬高·馬洛迪尼：飛田展男
- 鬼：松本保典

## 外部連結
- （日語）東京電視台官網 （页面存档备份，存于）